# Una jauría llamada Ernesto
Una jauría llamada Ernesto es un documental mexicano del 2023 dirigido por Everardo González enfocado en los jóvenes que participan dentro del crimen organizado. Tuvo su estreno en el festival canadiense de cine documental Hot Docs, donde tuvo la mención honorífica a Mejor Documental Internacional, y en el festival de cine documental Ambulante. Tuvo su estreno en salas de cine mexicanas el 9 de noviembre del 2023, y obtuvo dos nominaciones a los Premios Ariel 2024 en las categorías de Mejor Documental y Música Original.
Dentro de su estrategia de publicidad y campaña de impacto, se usó el hashtag #SomosJauría para abrir la conversación sobre los jóvenes con armas, violencia y cómo les afecta en cualquier entorno, y tuvo proyecciones especiales en San Luis Potosí, Monterrey y Tepito.

## Argumento
El documental presenta la vida de un grupo de muchachos anónimos que, al elegir una pistola y vida de crimen organizado, se convierten en víctimas y victimarios a la vez.Ofrece una visión completa sobre los factores que llevan a esa vía y sus consecuencias, así como el trabajo de investigación de Óscar Balderas, Daniela Rea y Everardo González.

## Premios y reconocimientos
| Año  | Festival                                      | Premio                           | Nominación                        | Resultado |
| ---- | --------------------------------------------- | -------------------------------- | --------------------------------- | --------- |
| 2024 | Premios Ariel                                 | Mejor Largometraje Documental    | Una jauría llamada Ernesto        | Pendiente |
| 2024 | Premios Ariel                                 | Mejor Música compuesta para cine | Haxah, Andrés Sánchez, Konk Reyes | Pendiente |
| 2023 | Festival Internacional de Cine de Guadalajara | Mejor Película Mexicana          | Una jauría llamada Ernesto        | Nominada  |
| 2023 | Festival Internacional de Cine de Guadalajara | Premio especial del jurado       | Everardo González                 | Ganador   |
| 2023 | Festival Internacional de Cine de Bergen      | Documental extraordinario        | Everardo González                 | Nominado  |
| 2023 | Hot Docs                                      | Mejor documental internacional   | Una jauría llamada Ernesto        | Nominada  |
| 2023 | Festival Internacional de Cine de Morelia     | Mejor documental mexicano        | Una jauría llamada Ernesto        | Nominada  |